# Sekel
Sekel (århundrade, centennium) är en  period av 100 år. Ordet sekel, som kommer från latinets saeculum ('hundraårsperiod'), syftar vanligen på perioden mellan två sekelskiften. Sekelskiftet definieras i allmänt språk som tidpunkten då hundraårssiffran i kalendern byts, men i historiska texter syftar i regel bytet på när år XXX1 inträder.

## Beskrivning
I våra dagar är betydelsen standardiserad till "århundrade". Det innebär antingen "tidsperiod med samma århundradesiffra" alternativt "hundraårsperiodensperioden XX01–XY00").
1900-talet är i vanligt språkbruk samma sak som tjugonde seklet/århundradet, det vill säga åren 1900–1999. I kronologiska sammanhang är dock ett sekel/århundrade perioden XX01–XY00; det tjugonde århundradet är då åren 1901–2000. Ett mer korrekt ordval för perioden 1900–1999 är då hundraårsperiod (en period av 100 år med ej fördefinierad start och slut).

## Lista på århundraden

### Århundranden v.t.
De 21 första århundradena v.t.:
- 2000-talet
- 1900-talet
- 1800-talet
- 1700-talet
- 1600-talet
- 1500-talet
- 1400-talet
- 1300-talet
- 1200-talet
- 1100-talet
- 1000-talet
- 900-talet
- 800-talet
- 700-talet
- 600-talet
- 500-talet
- 400-talet
- 300-talet
- 200-talet
- 100-talet
- 000-talet

### Århundraden f.Kr.
De 41 senast århundradena före vår tidsräkning:
- 000-talet f.Kr.
- 100-talet f.Kr.
- 200-talet f.Kr.
- 300-talet f.Kr.
- 400-talet f.Kr.
- 500-talet f.Kr.
- 600-talet f.Kr.
- 700-talet f.Kr.
- 800-talet f.Kr.
- 900-talet f.Kr.
- 1000-talet f.Kr.
- 1100-talet f.Kr.
- 1200-talet f.Kr.
- 1300-talet f.Kr.
- 1400-talet f.Kr.
- 1500-talet f.Kr.
- 1600-talet f.Kr.
- 1700-talet f.Kr.
- 1800-talet f.Kr.
- 1900-talet f.Kr.
- 2000-talet f.Kr.
- 2100-talet f.Kr.
- 2200-talet f.Kr.
- 2300-talet f.Kr.
- 2400-talet f.Kr.
- 2500-talet f.Kr.
- 2600-talet f.Kr.
- 2700-talet f.Kr.
- 2800-talet f.Kr.
- 2900-talet f.Kr.
- 3000-talet f.Kr.
- 3100-talet f.Kr.
- 3200-talet f.Kr.
- 3300-talet f.Kr.
- 3400-talet f.Kr.
- 3500-talet f.Kr.
- 3600-talet f.Kr.
- 3700-talet f.Kr.
- 3800-talet f.Kr.
- 3900-talet f.Kr.
- 4000-talet f.Kr.